# 레이 콜린스
레이 비드웰 콜린스(Ray Bidwell Collins, 1889년 12월 10일 ~ 1965년 7월 11일)은 브로드웨이 극장, 라디오, 영화, 텔레비전 등에서 활동했던 미국의 배우이다.
900개가 넘는 역할을 맡았으며, 발전 중에 있었던 라디오 드라마 분야에서 성공한 배우 중 한 명이 되었다. 그리고 오랜 기간 동안 오손 웰스의 친구이자 동료였으며, 머큐리 극단과 함께 할리우드로 가서 오손 웰스의 영화 데뷔작인 시민 케인(1941)로 장편 영화에 데뷔하였다. 이후 사망하기 전까지 75편이 넘는 영화에 출연했고, CBS의 시리즈 드라마 페리 메이슨에서 유하면서도 완강한 성격의 중위 아서 트래그를 맡으면서 사람들의 기억에 남게 되었다.